# Stuvenborn
Stuvenborn er en by og en kommune i det nordlige Tyskland, beliggende i Amt Kisdorf i den vestlige del af Kreis Segeberg. Kreis Segeberg ligger i den sydøstlige del af delstaten Slesvig-Holsten.

## Geografi
Stuvenborn ligger omkring 25 km nord for Norderstedt og 16 km südwestlich von Bad Bramstedt. Vest for kommunen går motorvejen A 7 fra Hamborg mod Flensborg og mod nord går Bundesstraße B 206 fra Itzehoe mod Bad Segeberg. I østlig retning går B 432 fra Norderstedt mod Bad Segeberg.